# Marc-Antoine Soucy
Pour les articles homonymes, voir Soucy.
Marc-Antoine Soucy (né le 22 avril 1995 à Amos au Québec) est un coureur cycliste canadien. 

## Biographie
Né à Amos au Québec, Marc-Antoine Soucy parle l'anglais et le français. Son frère cadet Jean-François est également cycliste.
Vice-champion du Canada du contre-la-montre juniors en 2012, Marc-Antoine Soucy est recruté par l'équipe continentale canadienne Garneau-Québecor en 2015. Champion du Québec du contre-la-montre par équipes, il s'impose également sur le Grand Prix Frenette Bicyclettes, course nationale. Sur piste, il se remporte le scratch aux championnats du Québec, termine médaillé d'argent de l'omnium et médaillé de bronze au 200m lancé, au kilomètre et à la poursuite individuelle. Après un nouveau succès sur l'omnium du Challenge de l'Est du Canada, il est sélectionné en équipe régionale de Québec pour les championnats du Canada sur piste, où il obtient la médaille de bronze en poursuite par équipes.
En 2016, il confirme au niveau national en obtenant trois nouvelles victoires sur route : deux manches des Mardis cyclistes de Lachine, et une étape du Grand Prix de La Matapédia, qu'il termine à la deuxième place. Il se classe également troisième de l'épreuve disputée en critérium aux championnats du Canada. Lors des championnats du Québec sur piste, il obtient deux médailles d'argent sur les épreuves du 200m et de la poursuite individuelle, ainsi que trois médailles de bronze sur le scratch, le kilomètre et la course aux points. Début septembre, il fait partie des cyclistes canadiens retenus en équipe nationale canadienne pour participer au Tour d'Alberta. Il y tombe cependant malade, et n'obtient aucun résultat notable.
En 2017, son frère cadet Jean-François le rejoint au sein de la formation Garneau-Québécor. Au mois de juin, il se distingue en s'imposant sur la dernière étape du Grand Prix cycliste de Saguenay, sur le circuit UCI. Lors des championnats du Canada, il manque de créer l'exploit en prenant la deuxième place de l'épreuve en ligne, seulement devancé au sprint par Matteo Dal-Cin. Toutefois, il se console en remportant le titre national chez les espoirs. En cours de saison, il change d'équipe et signe chez Silber, avec l'accord de son ancien manager Louis Garneau. Aux Jeux du Canada, il participe à la domination collective de l'équipe du Québec en terminant deuxième du critérium puis quatrième de la course en ligne. En septembre, il est sélectionné en équipe du Canada pour les Grand Prix cycliste de Québec et de Montréal, deux courses figurant au calendrier de l'UCI World Tour.

## Palmarès sur route
- 2012
  - 2e du championnat du Canada du contre-la-montre juniors
- 2015
  - 3e du championnat du Canada du critérium
- 2017
  -  Champion du Canada sur route espoirs
  - 4e étape du Grand Prix cycliste de Saguenay
  -  Médaillé d'argent du critérium aux Jeux du Canada

## Classements mondiaux
| Année            | 2017 |
| ---------------- | ---- |
| UCI America Tour | 57e  |